# Chiastopsylla aethiopica
Chiastopsylla aethiopica är en loppart som beskrevs av Beaucournu et Morel 1992. Chiastopsylla aethiopica ingår i släktet Chiastopsylla och familjen Chimaeropsyllidae. Inga underarter finns listade i Catalogue of Life.